# Evangélikus templom (Pécs)
A pécsi evangélikus templom a Belvárosban áll, a Dischka Győző utcára nyílik.

## Története
Pécsett az evangélikus kereszténység már az 1540-es években elterjedt, iskolája is volt feltehetően az egyháznak. Az 1690-es években viszont a várost az összes nem római katolikus hívőnek el kellett hagynia. A tilalmat csak II. József magyar király türelmi rendelete enyhítette, de 1848-ig kevés nem katolikus hívő lakott a városban. Az újkori Pécs történetében az első evangélikus Nendtvich Tamás gyógyszerész volt, aki kancelláriai engedéllyel telepedhetett le. 1848-ban a városban 149 evangélikus élt, ami a város lakosságának 0,93%-a.
Az Osztrák–Magyar Monarchia idején viszont jelentősen növekedett a hívek száma a városban: 1869-ben 340 fő, 1890-ben 809 fő, 1910-ben 1173 fő volt. Ennek a növekedésnek köszönhetően már 1868-ban anyaegyházzá alakult a pécsi gyülekezet. A gyülekezetnek ugyanakkor nem volt temploma, ezért 1869. szeptember 10-én a Kert utcában (ma Dischka Győző utca) Gruber Edénétől (született Sey Franciska) 6500 forintért telket vásárolt. 1872. szeptember 20-án Nádosy István kérte föl Baldauf Jánost a templom tervének elkészítésére, bár a pályázok közül az ő árajánlata volt a legdrágább, ugyanis az ár magában foglalta a kivitelezést is.
A neoreneszánsz templomot 1875 áprilisában vette birtokába a gyülekezet, a berendezések elkészítését pedig néhány hónappal később, szeptemberre fejezték be. A torony nélküli egyterű épület bejárata felett három ívelt ablak van, amelyeket timpanonnal zárt középrizalitjában pilaszterekkel választottak el. A templom 6 regiszteres egypedálos orgonáját a pécsi orgonakészítő Angster József építette. Egyes források szerint a 3., míg más források szerint a 15. vagy a 16. munkája volt e hangszer. A keresztelő kő fehér-vörös erezetű és fekete márványból készült. Krisztus az Olajfák hegyén című oltárképet Madarász Viktor festette 1880-ban.
1907-ben Rueprecht János két harangot adományozott a gyülekezetnek, a harmadik harangot közadakozásból vették meg. A templombelsőt 1925-ben Nikelszky Géza tervei alapján megújították, de évekkel később eltávolították. A templomban kapott helyet Nendtvich Tamás síremléke is.

## Lelkészek
A pécsi gyülekezet megalapítása óta szolgáló parókus lelkészek listája:
1. Jeskó Lajos (1868-1908)
2. Porkoláb Gyula (1908-1915)
3. Baldauf Gusztáv (1917-1931)
4. Takó István (1931-1944)
5. Káldy Zoltán (1945-1958)
6. Balikó Zoltán (1959-1990)
7. Szabó Lajos másodlelkész (1977-1983)
8. Varsányi Ferenc (1990-2010), 1985-1990 között másodlelkész
9. Sefcsik Zoltán	(1999-2002)
10. Baranyay Csaba	(2002-2004)
11. Baranyayné Rohn Erzsébet másodlelkész (2002-2004)
12. Németh Zoltán (2007-2013)
13. Ócsai Zoltán (2012 óta)
14. Hajduch-Szmola Patrik (2016 óta)
15. Kovács Barbara (beosztott lelkész, 2017 óta)